# Premi Visual Effects Society 2009
L'ottava edizione dei premi Visual Effects Society si è tenuta il 10 febbraio 2010 a Los Angeles.

## Vincitori e candidati
Vengono di seguito indicati in grassetto i vincitori.

Ove ricorrente e disponibile, viene indicato il titolo in lingua italiana e quello in lingua originale tra parentesi. 

### Outstanding Visual Effects in a Visual Effects Driven Feature Motion Picture
- Joe Letteri Senior Visual Effects Supervisor, Joyce Cox Overall VFX Producer, Eileen Moran VFX Producer e Richard Baneham Animation Supervisor - Avatar
- Volker Engel Visual Effects Supervisor, Marc Weigert Visual Effects Supervisor e Josh Jaggars Visual Effects Producer - 2012
- Dan Kaufman VFX Supervisor, Stefanie Boose VFX Producer, James Stewart Creature Supervisor e Peter Muyzers On-set VFX Plate Supervisor - District 9
- Roger Guyett Visual Effects Supervisor, Burt Dalton Special Effects Supervisor, Shari Hanson Visual Effects Producer e Russell Earl Visual Effects Supervisor - Star Trek
- Scott Farrar Visual Effects Supervisor, John Frazier Special Effects Supervisor, Scott Benza Animation Director e Wayne Billheimer Visual Effects Producer - Transformers - La vendetta del caduto (Transformers: Revenge of the Fallen)

### Outstanding Supporting Visual Effects in a Feature Motion Picture
- Jonathan Fawkner VFX Supervisor, Chas Jarrett VFX Supervisor, David Vickery VFX Supervisor e Dan Barrow  VFX Producer - Sherlock Holmes
- Barrie Hemsley VFX Producer, Angus Bickerton VFX Supervisor, Ryan Cook VFX Supervisor e Mark Breakspear VFX Supervisor - Angeli e demoni (Angels & Demons)
- Thomas Tannenberger Visual Effects Supervisor, Olcun Tan Digital Effects Supervisor, Mark Kolpak Visual Effects Producer e Peter Cvijanovic Compositing Supervisor - The Box
- Michael Owens VFX Supervisor, Geoff Hancock VFX Supervisor, Cyndi Ochs VFX Producer e Dennis Hoffman Head of Production - Invictus - L'invincibile (Invictus)
- Mark O. Forker VFX Supervisor, Phillip Moses VFX Producer, Ed Mendez Compositing Supervisor, e Paul Graff VFX Supervisor - Crazy Horse Effects - The Road

### Outstanding Animation in an Animated Feature Motion Picture
- Pete Docter Director, Jonas Rivera Producer, Steve May Supervising Technical Director e Gary Bruins Effects Supervisor - Up
- Jinko Gotoh Co-Producer, Joe Ksander Animation Director, Daryl Graham Supervising Animator e Ken Duncan Animation Supervisor - 9
- Pete Nash Animation Director, Chris Juen Co-Producer, Alan Hawkins Supervising Animator e Mike Ford CG Supervisor - Piovono polpette (Cloudy with a Chance of Meatballs)
- Henry Selick Animation Director, Claire Jennings Animation Producer - Coraline e la porta magica (Coraline)
- Melvin Tan - Senior Animator, Galen Chu - Supervising Animator, Jeff Gabor Senior Animator e Anthony Nisi - Animation Production Supervisor - L'era glaciale 3 - L'alba dei dinosauri (Ice Age 3: Dawn of the Dinosaurs)

### Outstanding Visual Effects in a Broadcast Miniseries, Movie or a Special
- Dorothy McKim VFX Producer, Scott Kersavage VFX Supervisor, David Hutchins EFX Animator e Kee Suong EFX Animator - Lanny & Wayne - Missione Natale - Gadgets, Globes, and other Garish Gizmos
- Lee Wilson VFX Supervisor, Lisa Sepp-Wilson VFX Producer, Sebastien Bergeron DFX Supervisor e Les Quinn CG Supervisor - Alice
- Evan Jacobs Visual Effects Supervisor, Sean McPherson Visual Effects Supervisor e Andrew Orloff Visual Effects Supervisor - Ben 10: Alien Swarm
- PJ Foley VFX Producer, Efram Potelle VFX Supervisor, James May Technical Director e Dan DeEntremont Animator - Infestation
- Sara Bennett Compositing Supervisor, Jenna Powell Visual Effects Producer, David Houghton Visual Effects Supervisor e Jean-Claude Deguara Senior Animation Supervisor - Skellig

### Outstanding Visual Effects in a Broadcast Series
- Michael Gibson VFX Producer, Gary Hutzel VFX Supervisor, Jesse Toves CGI Artist e Dave Morton CGI Artist - Battlestar Galactica episodio Missione di salvataggio (Daybreak)
- Sam Nicholson VFX Producer, Dale Fay VFX Supervisor, Mike Yip 3D Lead Artist e Jared Jones Lead Compositor - Defying Gravity - Le galassie del cuore (Defying Gravity) episodio Sfidando la gravità (Pilot)
- Jay Worth VFX Supervisor/Producer, Robert Habros VFX Supervisor, Andrew Orlaff VFX Supervisor e Eric Hance Visual Effects Artist - Fringe episodio Il cosmonauta (Earthling)
- Mark Savela VFX Supervisor, Shannon Gurney VFX Producer, Andrew Karr CGI Supervisor e Craig Vandenbiggelaar Digital Effects Supervisor - Stargate Universe episodio La porta chiusa (Air)
- Andrew Orloff VFX Supervisor, Karen Czukerberg VFX Producer, Chris Zapara VFX Supervisor e Johnathan R. Banta Lead Compositor - V episodio Veniamo in pace (Pilot)

### Outstanding Supporting Visual Effects in a Broadcast Program
- Rik Shorten VFX Supervisor, Sabrina Arnold VFX Producer, Steve Meyer Compositor e Derek Smith Compositor - CSI - Scena del crimine (CSI: Crime Scene Investigation) episodio Affari di famiglia (Family Affair) - Scena d'apertura
- Kevin Blank Visual Effects Supervisor, Andrew Orloff VFX Producer, Steve Meyer 2D Supervisor e Jonathan Spencer Levy Facility VFX Supervisor - FlashForward episodio Mai più giorni felici (No More Good Days)
- Craig Weiss VFX Supervisor, Ron Moore VFX Producer, Niel Wray CG Supervisor e Brian Vogt Lead Lighting TD - Kings episodio Golia (Goliath')
- Thomas Tannenberger Visual Effects Supervisor, Olcun Tan Digital Effects Supervisor, Mark Kolpak Visual Effects Producer e Shane Cook Compositing Supervisor - Krupp – Eine deutsche Familie
- Mitch Suskin Visual Effects Supervisor, Samantha Mabie-Tuinstra Visual Effects Producer, Eric Hance Supervising Artist e Sean Scott e Character Animator - Lost episodio L'incidente (The Incident)

### Best Single Visual Effect of the Year
- Joe Letteri Senior Visual Effects Supervisor, Joyce Cox Overall VFX Producer, Eileen Moran VFX Producer e Thelvin Cabezas Lighting Technical Director - Avatar - Neytiri che beve
- Volker Engel Visual Effects Supervisor, Marc Weigert Visual Effects Supervisor, Josh R. Jaggars Visual Effects Producer, Mohen Leo Visual Effects Supervisor - 2012 - Fuga da Los Angeles
- John Knoll Visual Effects Supervisor, Jill Brooks Visual Effects Producer, Frank Losasso Petterson Simulation Technical Director e Tory Mercer Compositor - Avatar - Fuga di Quaritch
- Andrew Jackson VFX Supervisor, Camille Cellucci VFX Producer, Dan Breckwoldt Lead Compositor e Angelo Sahin Special Effects Supervisor - Segnali dal futuro (Knowing) - Schianto dell'aereo
- Charles Gibson Studio Visual Effects Supervisor, Chantal Feghali Studio Producer, Ben Snow Visual Effects Supervisor e Susan Greenhow Visual Effects Producer - Terminator Salvation

### Outstanding Visual Effects in a Commercial
- Jay Barton Visual Effects Supervisor, Rafael F. Colon Sr. Compositor, Ronald Herbst CG Supervisor e Chris Fieldhouse Visual Effects Producer - Audi - Intelligently Combined
- Asher Edwards VFX Producer, Robert Sethi VFX Supervisor, Becky Porter Lead Compositor e Jamie O'Hara Lead Character Modeller - AMF - The Caterpillar
- Jake Mengers VFX Supervisor, Stephen Newbold VFX Supervisor, Ashley Bernes Effects TD e Louisa Cartwright Tucker VFX Producer - Kerry Group - Mouse
- Murray Butler VFX Supervisor/Lead Flame, Seth Gollub Animation Lead, Andy Walker VFX Supervisor Technical Lead e Jenn Dewey Senior VFX Producer - Pepsi - The Flight of the Penguin
- Jake Mengers VFX Supervisor, Vicky Osborn CG Artist, Suzanne Jandu Compositor, Scott Griffin VFX Producer - Plane Stupid - Orso Polare

### Outstanding Visual Effects in a Special Venue Project
- Derry Frost VFX Supervisor e Michael Morreale VFX Producer - Dance of the Dragons - Eastern
- Daren Ulmer Visual Effects Supervisor, Cedar Conner Lead Compositor e Susan Beth Smith, Visual Effects Producer - Beyond All Boundaries

### Outstanding Real Time Visuals in a Video Game
- Mark Rubin Producer, Richard Kriegler Art Director, Robert Gaines Lead Visual Effects Artist e David Johnson Visual Effects Artist - Call of Duty: Modern Warfare 2 - Prelievo dal Gulag
- Frank Vitz CG Supervisor, Jenny Freeman Art Director, Jeff Atienza Producer e Ben Ross Lead Character Artist - Fight Night Round 4 - Gameplay
- Andreas Moll Art Director, Sven Moll Art Director, Dave Flynn Development Director - World e Robert Dibley Lead Rendering Software Engineer - Need for Speed: Shift - Sequenza del mondo
- Evan Wells Game Producer, Christophe Balestra Technical Lead - Uncharted 2: Il covo dei ladri (Uncharted 2: Among Thieves)

### Outstanding Visual Effects in a Video Game Trailer
- Robert Moggach VFX Supervisor, Ryan Meredith VFX Producer, Jens Zalzala CG Supervisor e Michael Pardee Executive Producer - Halo 3: ODST - La vita
- Diarmid Harrison-Murray VFX Supervisor, Sarah Hiddlestone Senior CG Producer, Marco Puig Art Director e Jamie Jackson Game Producer - DJ Hero
- Tim Miller VFX Producer, Brandon Riza VFX Supervisor e Dave Wilson GC Supervisor - Mass Effect 2
- Tim Miller VFX Producer, Brandon Riza VFX Supervisor e Dave Wilson GC Supervisor - Star Wars: The Old Republic

### Outstanding Animated Character in a Live Action Feature Motion Picture
- Joe Letteri Senior Visual Effects Supervisor, Andrew R. Jones Animation Director, Jeff Unay Facial Lead e Zoe Saldana Actress - Avatar -  Neytiri
- Steve Nichols Animation Supervisor, Jeremy Mesana Animation Lead, Vera Zivny Senior VFX Coordinator e Brett Ineson Motion Capture Supervisor - District 9 - Christopher Johnson
- Benjamin Cinelli Senior Character Animator, Dustin Wicke Lead Cloth and Hair, Peter Tieryas Character Set-Up Technical Director, e Ryan Yee Animator - G-Force - Superspie in missione (G-Force) - Bucky
- Keith Smith Lead Animator, Kevin Hudson CG Modeling Supervisor, Victor Schutz Lead CG Lighting and Compositing Artist e Aaron Campbell Character Rigger - Watchmen - Doctor Manhattan

### Outstanding Animated Character in an Animated Feature Motion Picture
- Ed Asner Voice of Carl, Ron Zorman Animator, Brian Tindall Character Modeling and Articulation Artist e Carmen Ngai Character Cloth Artist - Up - Scena Senza papà
- Travis Knight Lead Animator e Trey Thomas Lead Animator - Coraline e la porta magica (Coraline) - Coraline
- Simon Pegg Buck, Peter de Seve Characters designed by - L'era glaciale 3 - L'alba dei dinosauri (Ice Age 3: Dawn of the Dinosaurs) - Buck
- David Burgess Head of Character Animation, Scott Cegielski Effects Lead, Terran Boylan Character Technical Director e David Weatherly Animator - Mostri contro alieni (Monsters vs. Aliens) - B.O.B.

### Outstanding Animated Character in a Broadcast Program or Commercial
- Robert Sethi Lead CG Artist, Jamie O'Hara Lead Character Modeller, Becky Porter Lead Compositor e Steve Beck Lead Character Animator - AMF - The Caterpillar
- David Foley Voice of Wayne, Mark Mitchell Supervising Animator, Hidetaka Yosumi Character Technical Director e Leo Sanchez Barbosa Modeler - Lanny & Wayne - Missione Natale - Wayne
- Jorge Montiel Meurer Lead Animator, Wayne Simmons Animator, Jordi Onate Animator e Emanuele Pavarotti Animator - Evian - Skating Babies
- Andy Walker VFX Supervisor e Technical Lead, Seth Gollub Animation Lead, James Dick Technical Director e Spencer Leuders Technical Director - Pepsi - The Flight of the Penguin

### Outstanding Effects Animation in an Animated Feature Motion Picture
- Jason Johnston Effects Artist - Alexis Angelidis Effects Artist, Jon Reisch Effects Artist e Eric Froemling Effects Artist - Up
- Rob Bredow VFX Supervisor, Dan Kramer Digital Effects Supervisor, Matt Hausman Effects Animation Supervisor e Carl Hooper Effects Animation Supervisor - Piovono polpette (Cloudy with a Chance of Meatballs)
- John Allan Armstrong VFX Animator, Richard Kent Burton Stop Motion Effects Animator e Craig Dowsett CG Modeler - Coraline e la porta magica (Coraline)
- Amaury Aubel Effects Lead, Scott Cegielski Effects Lead, Alain De Hoe Effects Lead e David Allen Effects Animator - Mostri contro alieni (Monsters vs. Aliens)

### Outstanding Matte Paintings in a Feature Motion Picture
- Yvonne Muinde Lead Matte Painter, Brenton Cottman Lead Matte Painter, Peter Baustaedter Senior Matte Painter e Jean-Luc Azzis Senior Compositor - Avatar - Pandora
- Tania Richard Matte Painter, Christoph Unger Matte Painter - Franklyn - Fuga dalla città di Meanwhile
- Tania Richard Matte Painter, David Bassalla TD e Emily Cobb 3D Artist - Harry Potter e il principe mezzosangue (Harry Potter and the Half Blood Prince)
- Brett Northcutt Digimatte Lead, Shane Roberts Digimatte, Masahiko Tani Digimatte e Dan Wheaton Digimatte - Star Trek

### Outstanding Matte Paintings in a Broadcast Program or Commercial
- Ben Walker Matte Painter, David Woodland Matte Painter, Kim Taylor Matte Painter e Ben Walsh Matte Painter - Kaiser Permanente - Emerald City

### Outstanding Models and Miniatures in a Feature Motion Picture
- Simon Cheung Senior Modeller, Paul Jenness Lead Modeller, John Stevenson-Galvin Senior Modeller e Rainer Zoettl Senior/Lead Modeller - Avatar - Casa Samson, Montagne Fluttuanti, Ampsuit
- Deborah Cook Lead Costume Design Fabricator, Paul Mack Model Maker, Martin Meunier Facial Animation Design, Matthew DeLeu Miniature Lighting Technician - Coraline e la porta magica (Coraline)
- Ian Hunter VFX Supervisor, Forest Fischer Model Crew Chief, Robert Chapin Digital FX Supervisor e Tony Chen Model Maker - Una notte al museo 2 - La fuga (Night at the Museum: Battle of the Smithsonian) - Fuda dal Museo dell'aria e dello spazio
- Brian Gernand Creative Director Model Shops, Geoff Heron Special FX Supervisor, Nick d'Abo Model Shop Supervisor, Patrick Sweeney Director of Photography - Terminator Salvation - Modelli e miniature

### Outstanding Created Environment in a Feature Motion Picture
- Eric Saindon Visual Effects Supervisor, Shadi Almassizadeh CG Supervisor, Dan Cox CG Supervisor e Ula Rademeyer Lead Texture Painter - Avatar - Giungla/Biolume
- Haarm-Pieter Duiker CG Supervisor, Marten Larsson CG Effects Animation Lead, Ryo Sakaguchi CG Effects Animation Lead e Hanzhi Tang CG Lighting Supervisor - 2012 - Distruzione di Los Angeles
- Dan Lemmon Visual Effects Supervisor, Keith F. Miller CG Supervisor, Cameron Smith Lead Compositor e Jessica Cowley Senior Texture Painter - Avatar - Montagne Fluttuanti
- Guy Williams Visual Effects Supervisor, Thelvin Cabezas Lighting Technical Director, Daniel Macarin Lighting Technical Director, e Miae Kang Lead Lighting Technical Director - Avatar - Radura di Willow

### Outstanding Created Environment in a Broadcast Program or Commercial
- Chris Zapara VFX Supervisor, Chris Irving Lead Compositor, David Morton Matte Painter e Trevor Adams CG Artist - V episodio Veniamo in pace (Pilot) - Atrio e interni della nave
- Rob Nederhorst VFX Supervisor, Dariush Derakhshani CG Supervisor, Steve Cummings CG Artist e Harry Michalakeas Technical Director - AMC Theatres e Coca-Cola - Magic Chairs
- Mathieu Lalonde CG Modeler, Nadine Homier Compositor, Joseph Kasparlan Lead Textures and Lighting e Christian Morin Compositor - Assassin's Creed II - Assassinio del Duca di Milano
- Steve Meyer Compositor, Colin Feist Compositor, Paul Ghezzo CG Supervisor e Roger Kupelian Matte Painter - FlashForward episodio Mai più giorni felici (No More Good Days) - Cavalcavia dell'autostrada

### Outstanding Compositing in a Feature Motion Picture
- Shervin Shogian Compositing Supervisor, Hamish Schumacher Lead Compositor, Janeen Elliott Senior Compositor e Simon Hughes Senior Compositor - District 9
- Erik Winquist Compositing Supervisor, Robin Hollander Compositor, Erich Eder Compositor e Giuseppe Tagliavini Compositor - Avatar
- Eddie Pasquarello Compositing Supervisor, Beth D'Amato Digital Paint, Todd Vaziri Compositor e Jay Cooper Technical Director - Avatar - Battaglia finale
- Kate Windibank Senior Compositor, Jan Adamczyk Mid Compositor, Sam Osborne Compositor e Alex Cumming Junior Compositor - Sherlock Holmes - Sequenza dell'esplosione della banchina

### Outstanding Compositing in a Broadcast Program or Commercial
- Derek Smith Compositor, Christina Spring Compositor, Steve Meyer VFX Supervisor e Zach Zaubi Compositor - CSI - Scena del crimine (CSI: Crime Scene Investigation) episodio Affari di famiglia (Family Affair) - Sequenza d'apertura
- Jake Mengers VFX Supervisor, Stephen Newbold VFX Supervisor, Kelly Bruce Compositor e Greg Howe-Davies Compositor - Kerry Group Low Low Mouse - In generale
- Murray Butler VFX Supervior/Lead Flame, Ben Cronin Senior Flame Operator, Andy Rowan-Robinson Technical Director e Miyuki Shimamoto Flame Operator - Pepsi - The Flight of the Penguin
- Tim Davies VFX Supervisor/Lead Compositor, Jeff Willette Lead Technical Designer e Zach Tucker CG Supervisor - Porsche - Family Tree

### Outstanding Visual Effects in a Student Project
- Thilo Ewers - They Will Come to Town
- David Goubitz VFX Supervisor & Producer, Flip Buttinger VFX Supervisor & Producer e Jeffrey De Vore Director - The Full Moon Mystery - La scoperta
- Hannes Appell - Motherland
- Moritz Mayerhofer Laureato - URS - Cliff